# جويلاومي جيجليوتي
جويلاومي جيجليوتي (9 نوفمبر 1989 في فرنسا - ) هو لاعب كرة قدم فرنسي وكولومبي في مركز الدفاع. لعب مع نادي إمبولي ونادي بادالونا ونادي فوجيا ونادي موناكو ونادي نوفارا.

## وصلات خارجية
- جويلاومي جيجليوتي على موقع قاعدة بيانات كرة القدم.إي يو (الإنجليزية)
- جويلاومي جيجليوتي على موقع بيانات كرة القدم. دي إي (الألمانية)
- جويلاومي جيجليوتي على موقع ليكيب (الفرنسية)
- جويلاومي جيجليوتي على موقع Soccerbase.com (لاعب) (الإنجليزية)
- جويلاومي جيجليوتي على موقع Soccerway.com (الإنجليزية)
- جويلاومي جيجليوتي على موقع عالم كرة القدم.نت (الإنجليزية)